# Lusino (przystanek kolejowy)
Lusino (biał. Люсіна, ros. Люсино) – przystanek kolejowy w pobliżu Jeziora Krasnoje, w miejscowości Lusino, w rejonie hancewickim, w obwodzie brzeskim, na Białorusi. Leży na linii Równe – Baranowicze – Wilno.
Przed II wojną światową istniała w tym miejscu stacja kolejowa Lusino.